# StG 58
El Sturmgewehr 58 (StG 58) es un fusil de combate derivado del FN FAL que estuvo en servicio desde 1958 a 1997 en el Ejército austríaco.

## Historia y diseño
Los primeros 20.000 fueron fabricados por la Fabrique Nationale d'Herstal , pero más tarde fue fabricado bajo licencia por Steyr-Daimler-Puch (ahora Steyr Mannlicher), y anteriormente fue el fusil estándar del Österreichisches Bundesheer (Ejército Federal austríaco). StG 58 es el acrónimo de Sturmgewehr 1958 (fusil de asalto 1958, en alemán). Es esencialmente una versión hecha bajo pedido del FN FAL y todavía está en uso, principalmente como arma ceremonial en las fuerzas austriacas. Fue seleccionado en un concurso de 1958, venciendo al CETME y al AR-10.
La mayoría de los StG 58 tenían un bípode plegable y se distinguen del FN FAL por tener la culata y el pistolete hechos de material plástico, en lugar de madera, para reducir el peso en los fusiles de producción tardía (aunque algunos de los primeros fusiles producidos por la FN tenían culatas de madera). Asimismo se distinguiéndose plenamente de la gran mayoría de sus congéneres FAL en todas sus versiones, ya que emplea un cerrojo oscilante en lugar del típico cerrojo rotativo. También se diferencia por la bocacha apagallamas, que partió de la inventiva del Mayor Stell, oficial del ejército austriaco y jefe de la comisión de pruebas que seleccionó el StG en 1958. El anillo cumple la función de disipar el calor, mientras que el extraño corte en cruz fue ideado para enganchar alambres y poder cortarlos con un disparo. Se puede distinguir de sus homólogos belgas y argentinos por su combinación de bocacha apagallamas y lanzagranadas. El guardamanos está hecho de dos piezas de chapa de acero estampada. 
Los StG 58 producidos por la Steyr tienen un cañón forjado, que es considerado el mejor cañón instalado en cualquier fusil FAL.
A algunos StG 58 se les realizó modificaciones en el selector del modo de disparo, por lo cual se eliminó el modo automático y el selector quedó con solo dos posiciones: seguro y semiautomático.
Fue sustituido por el Steyr AUG en 1977, aunque sirvió en algunas unidades como fusil estándar hasta mediados de la década de 1980.